# Mary Ann Cotton
Mary Ann Cotton (nacida Ann Robson; 31 de octubre de 1832-24 de marzo de 1873) fue una asesina inglesa, condenada y ejecutada por el asesinato por envenenamiento de su hijastro Charles Edward Cotton.

## Asesinatos
Probablemente mató a tres de sus cuatro maridos, aparentemente para beneficiarse de sus pólizas de seguro. Podría haber matado a unas 21 personas, incluyendo a 11 de sus 13 hijos. Principalmente utilizaba el envenenamiento por arsénico, que causa un gran dolor gástrico y un rápido deterioro de la salud. Pudo "camuflarse" durante tantos años debido a que en la época las epidemias de tifus todavía eran comunes en Inglaterra y los síntomas de la enfermedad son muy similares a los de este tipo de envenenamiento: Dolor abdominal, fiebre que puede ser extremadamente alta, de 40,6 °C a 41,1 °C (105 °F a 106 °F) y que puede durar hasta por 2 semanas, tos.. y finalmente la muerte.
El arsénico tiene una larga historia como agente homicida, pero desde los últimos años del siglo XIX el arsénico ha sido usado como pesticida y agente quimioterapéutico, acabando en constituyente por tanto de productos de consumo, arroz, cereales, incluso está presente en el agua potable en nivel inferior a 0,01 mg por litro de agua. Según la Organización Mundial de la Salud, se estima que el consumo prolongado de agua potable con un contenido de arsénico mayor de 0,01 mg por litro podría llegar a provocar arsenicosis.

## Primeros años
Mary Ann Robson nació el 31 de octubre de 1832 en Low Moorsley (hoy parte de Hetton-le-Hole, Sunderland), hija de Michael Robson, un "colliery sinker" (buscador de nuevos pozos en las minas de carbón) y Margaret, nacida Londsale, y fue bautizada en St Mary, West Rainton el 11 de noviembre. Su hermana, Margaret, nació en 1834 pero vivió sólo unos meses. Su hermano, Robert, nació en 1835.
Cuando Mary Ann tenía ocho años, toda la familia se mudó al pueblo de Murton, en el Condado de Durham.

## Juicio
Durante el juicio, el periódico "The Northern Echo" publicó un artículo sobre Mary Ann, en el que su tutora en la escuela dominical Wesleyan, en Murton, la describía como "una alumna asidua y ejemplar ", "una chica de talante inocente e inteligencia normal" y " que se distinguía por su aspecto particularmente limpio y arreglado".